# 陶普斯號事件
陶普斯號事件發生於1954年6月23日，是一宗蘇聯民用油輪在國際公海上被中華民國海軍攔截並帶回台灣扣押的事件。；1950年代貫徹領海關閉政策之餘，蔣令海空軍延伸至公海截扣多艘外國商船並沒收船貨，如1953年至1954年的波蘭籍普拉沙號油輪
、高瓦德總統號貨輪、蘇聯籍陶普斯號油輪等，而在聯合國組織引發國際爭議。

## 背景
1949年6月18日，第二次国共内战中的中華民國政府宣布，自6月26日上午零時起，關閉北起遼河口、南至閩江口的中國領海，所有船舶及航空器均不得進入上述區域，而區域內各港口也停止對外開放。此用意為對中共控制區進行交通阻絕與經濟封鎖。稱「關閉」而不稱「封鎖」是因為封鎖是一種交戰國之間的行為，法理上將會使中共控制的中华人民共和国成為與中華民國政府對等的交戰團體。1950年2月12日，宣布關閉的區域擴展到全部的中國大陸沿海。此措施稱為「關閉政策」。
1950年代貫徹領海關閉政策之餘，蔣介石總統曾令海空軍延伸至太平洋公海截扣多艘外國商船並沒收船貨。美國中央情報局在中華民國的機構「西方公司」支持中華民國對於中國大陸沿海航運盤查的行為。

## 經過
當時美國認為對前往中國大陸的蘇聯油輪下手不是美國可以公開做的事情，而希望中華民國攔截外國油輪。1954年6月22日上午，美國告知中華民國政府，「有蘇聯油輪三艘，最近運油經過香港，似有駛往廈門及上海模樣」，美方希望中華民國政府加以攔截，希望知道蔣介石的態度。蔣介石決定進行攔截，並認為「此乃俄共資匪物資十年來第一次之截獲，亦為對第一次俄寇侵華之報復行動也」，並指示「若油輪有軍艦護航，可以攻擊，若拒捕，可以擊沉。」
1954年6月，黑海航運公司的蘇聯籍民用油輪陶普斯號（俄语：Туапсе，羅馬化：Tuapse，又譯「圖阿普斯號」，是苏联一座黑海石油输出港口城市圖阿普謝的名字）運送逾萬噸羅馬尼亞煤油從黑海康士坦查港前往上海與海參崴，22日於英屬香港維多利亞港補給後東駛太平洋途中，23日在菲律賓北方巴林坦海峽公海上遭海軍特遣丹陽號驅逐艦和太康艦攔捕，隨後被帶往高雄扣押，所載油料被充公。:84:7:7陶普斯號船體改名「會稽艦」，編入中華民國海軍，成為油料補給艦。
陶普斯號最後發出的求救訊號被海參崴收到並轉發至莫斯科和公司總部敖得薩。次日，蘇聯外交部部副部長瓦列里安·佐林召見美國大使查爾斯·波倫並提出強烈抗議，經美國太平洋艦隊司令菲利克斯·斯坦普上將速查答覆非美艦所為。6月25日，中華民國政府才發表聲明承認此次攻擊行動，此後數十年黑海航運公司一直按月支付被扣在台受害船員的家屬生活費。
事件招致蘇聯方面強烈的抗議，由於壓力越來越大，1954年7月起美國方面態度開始轉變。7月9日，美國透過駐中華民國使館要求中華民國儘速放船。但美國情報系統方面也有人持有不同意見，例如當時美國中央情報局長杜勒斯便主張，可以用陶普斯號的船員當人質，以爭取中共釋放被囚禁在中國大陸的美國人。蔣介石在面對美國放船放人的勸告時態度也顯得強硬，不願放船放人。

## 船員
陶普斯號被扣留的船員成為冷戰的心戰道具。據媒體報導，西方公司希望蘇聯船員能「投奔自由」，中華民國方面配合勸誘陶普斯號的船員「尋求庇護」，允許他們上酒吧，晚上還「供應」女性。最後陶普斯號49名船員中有20人「尋求庇護」，其中有11人「志願居留台灣從事心戰工作」。不願尋求庇護的29人於1955年經過法國駐中華民國大使館安排遣返。1968年，蘇聯代表記者维克托·路易來台晋見國防部長蔣經國；1970年，路易與行政院新聞局局長魏景蒙在維也納舉行多次會談後，中華民國同意全部释放陶普斯號的船員。，但蔣中正與蔣經國總統任內皆未履行，直到1988年蔣經國逝世後，方由李登輝總統下令釋放返國。
「志願居留台灣從事心戰工作」的11人中，最後回國的3名船員於1988年經過中華民國駐新加坡代表處安排回國，並表示：「羈留台灣期間的生活只有一句話可以形容，那就是恐怖。」另有一名船員繼續留在台灣，並表示台灣的生活很好，回國船員所說的話應該是電視台的捏造:91。
根據美聯社引述塔斯社的報導，1988年3名蘇聯船員回國時，表示他們在台灣受到羈押及刑求，對此中華民國有一不願具名的外交部官員否認3人在台灣受到羈押，並表示中華民國是以難民的身分對待他們。後來美聯社亦報導了中華民國軍方的華視對剩餘一名留在台灣的船员弗谢沃洛德·弗拉基米罗维奇·洛帕秋克（羅馬化：Vsevolod Vladimirovich Lopatyuk）進行訪問。洛帕丘克在節目中否認在台灣受到刑求，並且表示台灣繁榮，人民富裕，他喜歡這個地方，總統已經批准他成為中華民國居民的申請，他很快就要開始在一個語言中心教俄語。然而美聯社在上述兩篇報導中都指出，四人在台灣住的地方是一個位於宜蘭、有警衛看守的宅院。
「尋求庇護」的20人中，有些人前往美國，前往美國的人之中又有些人回到了蘇聯。有些「志願居留台灣從事心戰工作」的人在1958年前往巴西，再轉回蘇聯。根據媒體的報導，這些「尋求庇護」後從美國、巴西轉回蘇聯的船員回國後，多人被逮捕，多年後才被釋放。

## 法律
中華民國在此事件中欠缺扣押船隻的國際法依據，這也是中華民國後來所需面對的壓力的來源之一。:86
中華民國海軍曾對多個國家的船隻進行攔截的行為，其中包括英國、波蘭等。英國船隻Nigelock號，於1953年8月16日才在被中華民國海軍押往澎湖的途中，被英國巡航艦Saint Brides Bay號解救；8月24號又在從上海到廈門的途中，被中華民國的黃浦艦攔停。香港報紙直稱中華民國海軍黃浦艦攔停英國船隻Nigelock號時，英國軍艦Cockade號趕往援助是解救Nigelock號免受海盜行為。:71蘇聯在聯合國第九屆常會中提案指中華民國對蘇聯、英國、波蘭等國的船隻進行海盜行為，並且違反公海自由航行原則:88。波蘭籍受害船員家屬向聯合國經濟及社會理事會第18屆常會請願，控訴中華民國從事海盜行為。蘇聯試圖藉制定國際海洋法條文的機會，將中華民國國軍此類攔截事件定義為「海盜行為（Piracy）」，例如1957年4月聯合國大會審議國際法委員會討論海洋法條款草案時，蘇聯與東歐共產國家代表藉討論海盜定義問題時以此例主張「海盜不限於私有船舶或私有飛機之人員或乘客」，然而沒有成功。到現在，聯合國《公海公約》及《聯合國海洋法公約》都將「海盜行為」的定義限於「由私船」所發動者，國家武力行使不構成海盜行為:89-90。

## 大眾文化
中國軍艦史月刊稱，陶普斯號是由中東載運原油航向天津時，被中華民國在台灣海峽「捕獲」，但當時其他國家的報紙引用中華民國政府的聲明，則是陶普斯號是要駛往「共匪」的港口上海。另外，陶普斯號被攔截的地點是巴士海峽附近的公海，並非台灣海峽。
陶普斯號事件在蘇聯翻拍成1958年電影《非常事件》 ，電影分為第一部與第二部兩部分。被攔截的油輪在片中的船名為Poltava號。